# Luiz Alfredo Garcia-Roza
Luiz Alfredo Garcia-Roza (Rio de Janeiro, 16 de setembro de 1936 — Rio de Janeiro, 16 de abril de 2020) foi um escritor e psicanalista brasileiro conhecido por seus romances policiais, em sua maioria protagonizados pelo investigador Espinosa. É filho de Almir Garcia-Rosa e de Diva Garcia-Rosa.

## Biografia
Garcia Roza nasceu em 16 de setembro de 1936, no Rio de Janeiro. Se casou com a psicanalista e também escritora Livia Brazil de Mello, neta do médico do médico imunologista Vital Brazil, fundador do Instituto Butantan e pesquisador que criou o soro antiofídico. Após o casamento, passou a assinar como Livia Garcia-Roza.
Na maior parte de sua vida, trabalhou como professor universitário e autor de livros e artigos sobre psicanálise. Em 1996, aos 60 anos de idade, estreou na ficção com o romance policial O Silêncio da Chuva, que lhe rendeu o prêmio Jabuti em 1997, na categoria romance.
Em 2006, recebeu o título de professor emérito da Universidade Federal do Rio de Janeiro no Fórum de Ciência e Cultura.
O escritor faleceu na cidade do Rio de Janeiro, em 16 de abril de 2020, após 1 ano internado devido a complicações de um Acidente Vascular Cerebral (AVC).

## Sobre a sua obra de ficção
Suas histórias se passam, basicamente, na cidade do Rio de Janeiro, entre Copacabana e o bairro Peixoto. Neste reside o personagem recorrente de seus livros, o delegado Espinosa, cuja delegacia se localiza em Copacabana. A galeria de personagens conta ainda com o jovem investigador Welber, braço-direito de Espinosa e tão incorruptível quanto o delegado. O único romance do autor em que o delegado não aparece é Berenice Procura, de 2005.
Suas histórias, embora ambientadas no Rio de Janeiro, fogem do estereótipo ao apresentar casos muito mais relacionados a dramas pessoais mal-resolvidos do que aos temas recorrentes do narcotráfico e da venda de armas. O interior de cada personagem é bastante explorado, sem, contudo, esquecer as descrições de um Rio de Janeiro muito particular, a cidade vista pelo heterodoxo policial Espinosa.

## Adaptações

### Cinema
O primeiro livro a receber adaptação para o cinema foi Achados e Perdidos, em 2006, dirigido por José Joffily e protagonizado por Antônio Fagundes. Em 2007, o roteirista Paulo Halm ganhou o Prêmio ABL de Cinema, por melhor roteiro adaptado.
Outro livro que recebeu adaptação foi Berenice Procura. O filme foi destaque na Mostra Internacional de Cinema de São Paulo, no Festival Mix Brasil e no Festival do Rio em 2017, além de ter percorrido alguns países através do Festival Brasileiro de Paris, do 34º Chicago Latino Film Festival, da 9ª Edição do Festival de Cinema Cidade do Luxemburgo e do Festival Internacional de Cinema Brasileiro em Milão. Teve direção de Allan Fiterman e foi protagonizado por Cláudia Abreu, Caio Manhente e a modelo Valentina Sampaio.
Em 2018, foi anunciada a adaptação do livro O Silêncio da Chuva para o cinema, com direção de Daniel Filho e roteiro de Lusa Silvestre ("Estômago", "O Roubo da Taça" e "A Glória e a Graça"). O filme terá como protagonista o ator Lázaro Ramos, interpretando o detetive Espinosa e deverá ser lançado em 2019.
| Ano  | Título              | Diretor        |
| ---- | ------------------- | -------------- |
| 2006 | Achados e Perdidos  | José Joffily   |
| 2018 | Berenice Procura    | Allan Fiterman |
| 2019 | O Silêncio da Chuva | Daniel Filho   |

### Série de televisão
No dia 15 de outubro de 2015, estreou no canal GNT a série Romance Policial - Espinosa, uma série televisiva baseada no romance Uma Janela Em Copacabana. Com direção de José Henrique Fonseca e tendo como protagonista o ator Domingos Montagner, a série contou com oito capítulos semanais.
| Ano  | Título                      | Diretor               |
| ---- | --------------------------- | --------------------- |
| 2015 | Romance Policial - Espinosa | José Henrique Fonseca |

## Obras

### Romances
- O silêncio da chuva. São Paulo: Companhia das Letras, 1996. ISBN 9789727920617
- Achados e perdidos. São Paulo: Companhia das Letras, 1998. ISBN 9788571647657
- Vento sudoeste. São Paulo: Companhia das Letras, 1999. ISBN 9788535930191
- Uma janela em Copacabana. São Paulo: Companhia das Letras, 2001. ISBN 9788535901801
- Perseguido. São Paulo: Companhia das Letras, 2004. ISBN 9788535929713
- Berenice procura. São Paulo: Companhia das Letras, 2005. ISBN 9788535907537
- Espinosa sem saída. São Paulo: Companhia das Letras, 2006. ISBN 9788535929980
- Na multidão. São Paulo: Companhia das Letras, 2007. ISBN 9788535911350
- Céu de origamis. São Paulo: Companhia das Letras, 2009. ISBN 9788535915679
- Fantasma. São Paulo: Companhia das Letras, 2012. ISBN 9788535921021
- Um lugar perigoso. São Paulo: Companhia das Letras, 2014. ISBN 9788535924893
- A última mulher. São Paulo: Companhia das Letras, 2019. ISBN 9788535932379

### Não-ficção
- Acaso e repetição em psicanálise. Rio de Janeiro: Zahar, 1986. ISBN 9788537807873
- Freud e o inconsciente. Rio de Janeiro: Zahar, 1987. ISBN 9788571100039
- Palavra e verdade. Rio de Janeiro: Zahar, 1990. ISBN 857110154X
- O mal radical em Freud. Rio de Janeiro: Zahar, 1990. ISBN 8571101310
- Introdução à metapsicologia freudiana 1. Rio de Janeiro: Zahar, 1991. ISBN 9788571102057
- Introdução à metapsicologia freudiana 2. Rio de Janeiro: Zahar, 1993. ISBN 9788571102552
- Introdução à metapsicologia freudiana 3. Rio de Janeiro: Zahar, 1995. ISBN 9788571103054
- Afasias. Rio de Janeiro: Zahar, 2014. ISBN 9788537812785